# Castell de Nalec
Del Castell de Nalec se'n coneix la ubicació en un petit turó a la vall mitjana del Riu Corb al poble del mateix nom, amb una bona visió de la vall, encarat vers Rocafort i Ciutadilla. És un monument declarat Bé Cultural d'Interès Nacional.

## Història
L'origen del poble de Nalec, com el de la majoria dels pobles de la vall del riu Corb, començà amb la construcció d'una torre de defensa que més endavant es convertí en un castell, que fou el centre de la formació d'una senyoria, esmentat ja en la documentació de l'any 1082. Consta que aquest any la fortalesa de Nalec fou assignada com a dotació del monestir de Sant Pere el Gros de Cervera, antic priorat filial de Santa Maria de Ripoll. Posteriorment, el 1164, el terme del «castri de Analech» apareix mencionat com a afrontació territorial del castell de Verdú, el qual es llegà aquest any per testament de Berenguer Arnau d'Anglesola a la seva filla Berenguera. Al segle xii, mitjançant una permuta amb el monestir de Ripoll, el castell de Nalec passà a mans de la mitra vigatana. Els bisbes de Vic l'infeudaren a diversos nobles. Quan el canonge Ramon d'Anglesola fou elegit bisbe de Vic el 1265, Berenguer de Jorba li reté homenatge pel terme i castell de Nalec que tenia en feu. També en temps del bisbe Anglesola es produïren diversos conflictes entre els homes del castell de Nalec i els del veí castell de Ciutadilla per l'aprofitament de les aigües del Riu Corb. El 1433 el lloc de Nalec ingressà en el veïnatge de Cervera, però continuà en possessió senyorial dels bisbes de Vic fins a l'abolició dels senyorius jurisdiccionals al segle xix.

## Arquitectura
De l'antic castell termenat de Nalec es coneix la ubicació però gairebé no en queden restes; actualment romanen en antigues cases amb arcs en els baixos, com també uns relleus zoomòrfics.